# 圣拉德贡德 (滨海夏朗德省)
圣拉德贡德（法語：Sainte-Radegonde，法語發音：[sɛ̃t ʁadɡɔ̃d]）是法国滨海夏朗德省的一个市镇，位于该省中西部，属于桑特区。该市镇总面积11.14平方公里，2009年时的人口为580人。

## 人口
圣拉德贡德人口变化图示